# Liponeura cinerascens
Liponeura cinerascens är en tvåvingeart som beskrevs av Friedrich Hermann Loew 1844. Liponeura cinerascens ingår i släktet Liponeura och familjen Blephariceridae. Inga underarter finns listade i Catalogue of Life.